# Палестро
Палѐстро (на италиански: Palestro; на ломбардски: Palestar, Палестар) е село и община в Северна Италия, провинция Павия, регион Ломбардия. Разположено е на 121 m надморска височина. Населението на общината е 1924 души (към 2017 г.).